# Бандиты во времени
«Бандиты во времени» (англ. Time Bandits) — кинофильм, фантастическая сказка. Поставлен в 1981 году Терри Гиллиамом, сценарий Терри Гиллиама (сюжетная основа) и Майкла Пейлина (диалоги). Сюжет рассказывает о приключениях группы карликов, которые путешествуют во времени и пространстве, попадая в разные сказочные и романтические эпохи.

## Сюжет
В комнату одиннадцатилетнего мальчика Кевина (Крейг Уорнок), живущего в обычной британской семье, сквозь стену врывается группа из шести странных карликов (Дэвид Раппапорт, Кенни Бейкер, Малколм Диксон, Майк Эдмондс, Джек Первис и Тайни Росс). Старинная карта, которую держит Рэндалл — вожак карликов (Раппапорт), привлекает в комнату дух Верховного Существа, преследующего «бандитов». Взяв с собой Кевина, группа карликов спасается бегством от этого духа через чёрную дыру в стене.
Карлики объясняют Кевину, что в поисках сокровищ они могут перемещаться по времени, а на карте указаны «дыры», через которые можно путешествовать в прошлое и возвращаться обратно. Карлики являются подчинёнными Верховного Существа, но из-за каких-то с ним разногласий решили от него сбежать вместе с картой, что вынуждает их постоянно перемещаться по времени. За этой же картой охотится и вселенский Дух Зла.
В ходе своих перемещений «бандиты» пересекаются с Наполеоном (Иен Холм), Робином Гудом (Джон Клиз), Агамемноном (Шон Коннери), «Титаником», огром и его супругой, а также великаном из Путешествий Гулливера (Питер Вон, Кэтрин Хелмонд, Иен Мур).
Исторические персонажи показаны в комедийной манере: Наполеон, к примеру, переживает из-за своего небольшого роста и пытается создать своё окружение из людей, которые ещё ниже его. Он благосклонно встречает Рэндалла и карликов, устраивает в их честь торжественный обед, но «бандитам» необходимо двигаться ещё дальше в прошлое.

## В ролях
| Актёр           | Роль                      |
| --------------- | ------------------------- |
| Крейг Уорнок    | Кевин                     |
| Дэвид Раппапорт | Рэнделл                   |
| Кенни Бейкер    | Фидгит                    |
| Малколм Диксон  | Стратер                   |
| Майк Эдмондс    | Ог                        |
| Джек Пёрвис     | Уолли                     |
| Тайни Росс      | Вермин                    |
| Дэвид Уорнер    | Зло                       |
| Дерек Дедман    | Роберт                    |
| Джерольд Велс   | Бенсон                    |
| Майкл Пейлин    | Винсент                   |
| Шелли Дюваль    | Панси                     |
| Джон Клиз       | Робин Гуд                 |
| Шон Коннери     | царь Агамемнон, пожарный  |
| Кэтрин Хелмонд  | супруга великана          |
| Иен Холм        | Наполеон                  |
| Ральф Ричардсон | Верховное Существо        |
| Питер Вон       | великан Винстон           |
| Давид Дейкер    | отец Кевина               |
| Шейла Фёрн      | мать Кевина               |
| Джим Бродбент   | ведущий телепередачи      |
| Тони Джей       | голос Верховного Существа |
| Теренс Бэйлер   | Люсьен                    |
| Престон Локвуд  | Негай                     |
| Деррик О'Коннор | Редгрейв                  |
| Нейл МакКарти   | Мэрион                    |

## История производства и проката
Исполнительным продюсером фильма и автором «вспомогательной музыки» выступил Джордж Харрисон.
Фильм снимался в лондонской студии и на натуре в Англии, Уэльсе и Марокко. Все занятые в фильме карлики — настоящие актёры-лилипуты. Кинокамеры специально устанавливали низко, снимая с точки зрения карлика или ребёнка. Сцена уходящего под воду «Титаника» заимствована из фильма 1958 года «Гибель «Титаника»».
Фильм вышел на экраны США в начале ноября 1981 года — в межсезонье между летним и рождественским кассовыми пиками. Тем не менее, по данным IMDB, только в США «Бандиты» собрали более 42 млн долларов в кинозалах и 20 млн в видеопрокате. При этом производство стоило всего 5 млн долларов.

## Телесериал
В июле 2018 года стало известно, что компания Apple Inc. займётся разработкой телесериала, основанного на фильме «Бандиты во времени» Терри Гиллиама. Съёмки прошли в Новой Зеландии в конце 2022 и начале 2023 года.